# Clermont-Ferrand
Clermont-Ferrand là tỉnh lỵ của tỉnh Puy-de-Dôme, thuộc vùng Auvergne-Rhône-Alpes của nước Pháp, có dân số là 137.140 người (thời điểm 1999).

## Khí hậu
| Dữ liệu khí hậu của Clermont Ferrand (1981–2010)          | Dữ liệu khí hậu của Clermont Ferrand (1981–2010) | Dữ liệu khí hậu của Clermont Ferrand (1981–2010) | Dữ liệu khí hậu của Clermont Ferrand (1981–2010) | Dữ liệu khí hậu của Clermont Ferrand (1981–2010) | Dữ liệu khí hậu của Clermont Ferrand (1981–2010) | Dữ liệu khí hậu của Clermont Ferrand (1981–2010) | Dữ liệu khí hậu của Clermont Ferrand (1981–2010) | Dữ liệu khí hậu của Clermont Ferrand (1981–2010) | Dữ liệu khí hậu của Clermont Ferrand (1981–2010) | Dữ liệu khí hậu của Clermont Ferrand (1981–2010) | Dữ liệu khí hậu của Clermont Ferrand (1981–2010) | Dữ liệu khí hậu của Clermont Ferrand (1981–2010) | Dữ liệu khí hậu của Clermont Ferrand (1981–2010) |
| Tháng                                                     | 1                                                | 2                                                | 3                                                | 4                                                | 5                                                | 6                                                | 7                                                | 8                                                | 9                                                | 10                                               | 11                                               | 12                                               | Năm                                              |
| --------------------------------------------------------- | ------------------------------------------------ | ------------------------------------------------ | ------------------------------------------------ | ------------------------------------------------ | ------------------------------------------------ | ------------------------------------------------ | ------------------------------------------------ | ------------------------------------------------ | ------------------------------------------------ | ------------------------------------------------ | ------------------------------------------------ | ------------------------------------------------ | ------------------------------------------------ |
| Cao kỉ lục °C (°F)                                        | 22.1 (71.8)                                      | 25.9 (78.6)                                      | 26.6 (79.9)                                      | 31.3 (88.3)                                      | 33.0 (91.4)                                      | 37.4 (99.3)                                      | 40.7 (105.3)                                     | 39.6 (103.3)                                     | 36.8 (98.2)                                      | 29.7 (85.5)                                      | 24.7 (76.5)                                      | 21.9 (71.4)                                      | 40.7 (105.3)                                     |
| Trung bình ngày tối đa °C (°F)                            | 7.6 (45.7)                                       | 9.2 (48.6)                                       | 13.1 (55.6)                                      | 15.7 (60.3)                                      | 19.9 (67.8)                                      | 23.4 (74.1)                                      | 26.5 (79.7)                                      | 26.1 (79.0)                                      | 22.3 (72.1)                                      | 17.6 (63.7)                                      | 11.3 (52.3)                                      | 8.0 (46.4)                                       | 16.8 (62.2)                                      |
| Tối thiểu trung bình ngày °C (°F)                         | −0.1 (31.8)                                      | 0.3 (32.5)                                       | 2.7 (36.9)                                       | 4.7 (40.5)                                       | 8.7 (47.7)                                       | 11.9 (53.4)                                      | 14.0 (57.2)                                      | 13.7 (56.7)                                      | 10.6 (51.1)                                      | 7.9 (46.2)                                       | 3.3 (37.9)                                       | 0.8 (33.4)                                       | 6.6 (43.9)                                       |
| Thấp kỉ lục °C (°F)                                       | −23.1 (−9.6)                                     | −29.0 (−20.2)                                    | −21.3 (−6.3)                                     | −7.1 (19.2)                                      | −4.2 (24.4)                                      | 1.0 (33.8)                                       | 3.8 (38.8)                                       | 2.4 (36.3)                                       | −3.0 (26.6)                                      | −9.2 (15.4)                                      | −11.8 (10.8)                                     | −25.8 (−14.4)                                    | −29.0 (−20.2)                                    |
| Lượng Giáng thủy trung bình mm (inches)                   | 26.7 (1.05)                                      | 21.8 (0.86)                                      | 25.8 (1.02)                                      | 53.4 (2.10)                                      | 76.8 (3.02)                                      | 72.9 (2.87)                                      | 54.9 (2.16)                                      | 61.9 (2.44)                                      | 65.6 (2.58)                                      | 49.0 (1.93)                                      | 39.5 (1.56)                                      | 30.6 (1.20)                                      | 578.9 (22.79)                                    |
| Số ngày giáng thủy trung bình                             | 6.3                                              | 5.3                                              | 6.4                                              | 8.8                                              | 10.6                                             | 8.7                                              | 6.4                                              | 7.5                                              | 6.8                                              | 7.4                                              | 7.1                                              | 6.1                                              | 87.4                                             |
| Số ngày tuyết rơi trung bình                              | 5.3                                              | 4.7                                              | 3.3                                              | 1.6                                              | 0.0                                              | 0.0                                              | 0.0                                              | 0.0                                              | 0.0                                              | 0.0                                              | 2.5                                              | 4.2                                              | 21.6                                             |
| Độ ẩm tương đối trung bình (%)                            | 79                                               | 75                                               | 69                                               | 69                                               | 72                                               | 71                                               | 68                                               | 70                                               | 73                                               | 78                                               | 78                                               | 80                                               | 73.5                                             |
| Số giờ nắng trung bình tháng                              | 88.9                                             | 108.4                                            | 161.4                                            | 173.5                                            | 197.9                                            | 225.2                                            | 249.2                                            | 234.8                                            | 185.4                                            | 135.1                                            | 84.0                                             | 69.2                                             | 1.913                                            |
| Nguồn 1: Météo France                                     |                                                  |                                                  |                                                  |                                                  |                                                  |                                                  |                                                  |                                                  |                                                  |                                                  |                                                  |                                                  |                                                  |
| Nguồn 2: Infoclimat.fr (độ ẩm, ngày tuyết rơi, 1961–1990) |                                                  |                                                  |                                                  |                                                  |                                                  |                                                  |                                                  |                                                  |                                                  |                                                  |                                                  |                                                  |                                                  |

## Các thành phố kết nghĩa
- Norman, Hoa Kỳ
- Oviedo, Tây Ban Nha
- Braga, Bồ Đào Nha
- Regensburg, Đức
- Salford, Anh
- Aberdeen, Scotland
- Gomel, Belarus

## Những người con của thành phố
- Louis Marie Babeauf, bác sĩ, chính trị gia
- Patrick Depailler, vận động viên đua ô tô
- Raphaël Géminiani, vận động viên đua xe đạp
- Gregor von Tours, giám mục của Tours
- Lolo Ferrari, diễn viên phim khiêu dâm, nữ ca sĩ
- Antoine François Marmontel, nhà soạn nhạc
- Émile Mayade, nhà tiên phong trong lĩnh vực ô tô, vận động viên đua xe
- Georges Onslow, nhà soạn nhạc
- Blaise Pascal, triết gia, nhà vật lý học và toán học
- Emile Roux, nhà khoa học, người tiên phong trên lĩnh vực vi sinh học
- Christian Sarron, vận động viên đua mô tô